# 수태인자
수태인자(Fertility factor)는 개인이 평생에 걸쳐 낳는 자녀의 수에 영향을 미치는 요인을 가리킨다. 수태인자에 해당하는 요인에는 여러가지가 있으며 출산율과의 긍정적 혹은 부정적 상관관계를 보이나, 인과관계가 입증된 것들은 많지 않다.
출산을 증가시키는 수태인자로는 개인의 의사, 높은 성평등 수준, 종교와 신앙심, 세대간 가치전승, 결혼 및 동거 상태, 모계 가족 및 사회의 지원, 지방 거주 여부, 가정친화적 정부 정책, 낮은 지적 수준, 식량 생산의 증가 등이 꼽힌다.
한편, 출산을 감소시키는 수태인자로는 소득 증대, 가치관의 변화, 교육, 여성의 노동참여, 인구 억제 정책 , 고령 임신 및 출산, 피임, 배우자 혹은 동거인의 거부 의사, 낮은 성평등 수준, 난임 및 불임, 환경오염, 비만 등이 있다.

## 출산율을 높이는 원인

### 개인의 의사

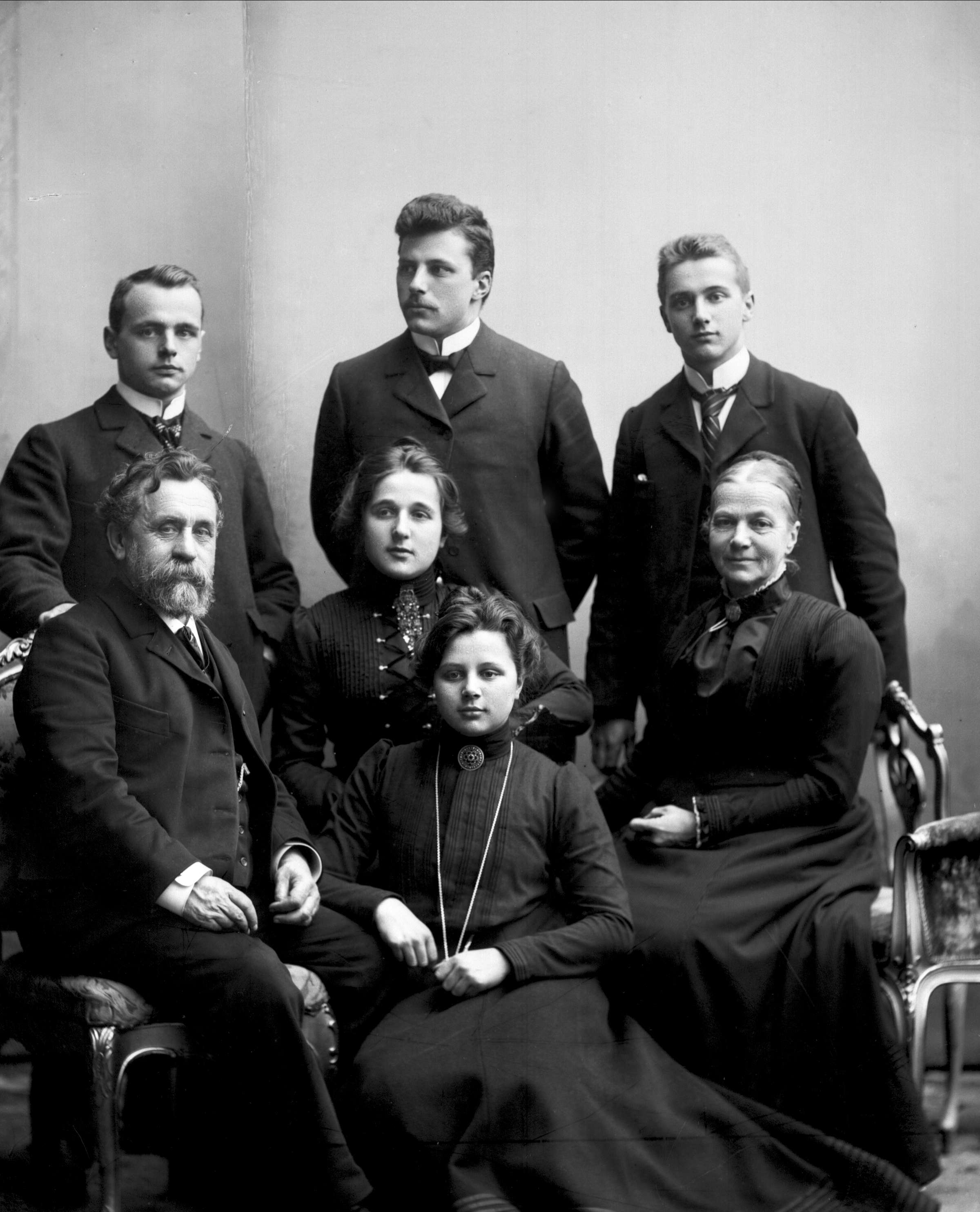
1900년에 노르웨이에서 촬영된 한 가족의 사진, 부부와 다섯 자녀가 찍혀있다.

자녀를 갖고자 하는 개인의 의사와 출산율 사이의 관계는 오랫동안 논란거리였다. 개인의 의사가 출산율에 미치는 영향을 크게 평가하는 관점은 계획행동이론에 근거한다. 이 이론에서 출산에 관한 개인의 의사에 영향을 주는 요소는 가치판단, 주관적 표준, 개인의 행동조절능력의 세 가지이다. 가치판단이란 자녀로부터 얻을 수 있는 기대 가치와 자녀 양육에 드는 비용 사이의 손익을 판단하는 것을 말한다. 주관적 표준은 친구나 친지 등 가까운 주변인들이 주로 취하는 가족 형태를 말한다. 개인의 행동조절능력은 자신의 행동에 대한 스스로의 통제 능력을 말한다.
출산 의사는 자녀를 몇 명 낳을 지를 결정하는 양적 의사, 언제 낳을 지를 결정하는 시간적 의사로 구성된다. 양적 의사는 표준적인 삶의 양식이 바뀜에 따라 변하기 때문에 출산 증감을 예측하는 지표가 되기 어렵다. 시간적 의사는 양적 의사보다는 예측율이 높으나, 통계적으로 유의미한 정도에 미치지는 못한다.
출산 의사가 명확히 영향을 미치는 부분은 자녀 임신 가능성이며, 특히 피임약을 사용하기에 용이한 현대 사회에서는 출산 의사와 자녀 임신 가능성 사이의 연관성이 뚜렷하게 드러난다.
노르웨이의 출생 신고 자료를 기반으로 한 비교 조사에 따르면, 기존에 자녀가 있는 사람이 그렇지 않은 사람보다 자녀를 더 갖는 경향이 보인다. 같은 연구에서는 또한 자녀가 없는 사람들은 자녀 임신을 위한 노력에 큰 가치를 매기지 않는다는 것을 암시하는 한편, 기존에 자녀가 있는 사람은 추가로 자녀를 가졌을 때 그를 돌볼 수 있는 자신의 역량을 잘 이해하고 있음을 시사한다.
자녀를 빨리 가지려는 사람들은 2년 내로 자녀를 갖는 편이며, 출산율은 대체로 4년 가까이 장기적으로 고려한 후 자녀를 갖는 사람들에서 높게 나타났다. 출산 의사가 지속적으로 유지될 수록 출산율이 올라가는데, 이러한 지속성은 자녀로부터 얻는 삶의 만족감과 배우자 혹은 동거인과의 유대감이 클 수록 증가한다.

한편 출산 의사가 실제 출산으로 이어지는 정도는 구소련 국가들보다 서유럽 국가들에서 더 크게 나타났다.
그 외에 출산 의사에 영향을 미치는 요소는 다음과 같다.

#### 어머니 쪽이 선호하는 가족의 규모
대가족 안에서 자라온 사람은 원하는 자녀 수가 많을 수 있다.

#### 사회적 압력
친구나 친지 등 주위 사람들이 미치는 영향을 말한다.

#### 사회적 지원
서독에서 있었던 한 연구에 따르면 성장 과정에서 주위의 도움을 전혀 받지 못하거나, 주위의 간섭을 지나치게 많이 겪은 남성들은 자녀 많이 갖는 것을 선호하지 않는 것으로 나타났다. 후자의 경우 주위의 지원이 지나쳐 서로 손발이 맞지 않아 발생하는 문제와 그로부터 겪은 부정적인 경험에 영향을 받은 것으로 보인다.

#### 행복감
삶의 만족도가 높을 수록 자녀를 더 갖고자 하는 경향이 나타난다.

### 높은 성평등 수준
피임을 선택할 수 있고, 가사분담이 평등하게 이루어지는 사회일 수록 둘째 자녀의 출생률이 상승하는 경향이 나타난다. 즉, 고용에서의 성평등이 진작될 수록 가사분담 또한 평등하게 이루어지며, 결과적으로 둘째 자녀의 출생률이 올라간다.

### 개인의 선호 유형
여성이 자녀에 대해 갖는 가치관과 선호 유형은 아주 어린 시기부터 형성되어 생애 전체에 영향을 준다. 이러한 선호 유형은 직업지향적, 가족지향적, 그리고 직업과 가족 사이의 균형을 지향하는 균형지향적 유형의 세 가지로 나뉜다. 관련 조사에 따르면 가족지향적 여성들이 자녀를 가장 많이 낳고, 직업지향적 여성들은 자녀를 적게 낳거나 아예 낳지 않는 경우가 많았다. 그러나 이런 선호 유향과 자녀 출산 사이의 인과관계는 명확하게 입증되지 않았다.
자녀의 성별에 관련한 선호도 또한 자녀 출생 수에 영향을 미친다. 예를 들어 아들 하나와 딸 하나를 갖고 싶어하는 부부가 첫 아이로 아들을 낳았을 경우, 딸을 낳기 위해 둘째 자녀를 계획할 확률이 높아지는 식이다.

### 종교
2002년 미국에서 진행된 설문조사에서는 종교가 자신의 삶에서 매우 중요하다고 응답한 여성들의 출산율이 그렇지 않은 여성들의 출산율보다 높은 것으로 나타났다.
대부분의 종교에서 깊은 신앙심이 자녀 임신 의사를 직접적으로 강화하는 요인으로 나타나며, 결과적으로 신앙심이 출생률을 증가시키는 것으로 보인다. 1963년 조사에서는 가톨릭 신자 부부가 유대교 신자 부부보다 자녀 수가 더 많고, 유대교 신자 부부가 개신교 신자 부부보다 자녀 수가 더 많은 것으로 나타났다. 가톨릭 신자들은 신앙심이 깊을 수록 자녀 임신 의사가 더 강한 반면, 개신교 신자들은 신앙이 강할 수록 자녀를 적게 가지려는 의사가 강했다.
전반적인 종교들이 출생률을 높이는 삶의 방식을 권장하고 강화하며, 따라서 실제 출생률을 상승시키는 결과를 가져오는 것으로 나타난다. 한 예로, 세속적인 기준과 비교했을 때 대부분의 종교가 피임에 대해 부정적인 입장을 견지하며, 이와 같은 종교적 입장이 출생률을 상승시키는 데에 영향을 주는 것으로 보인다.
한편 종교는 교육과 소득 등 다른 요인에 영향을 주기도 한다. 대학교 및 대학원 수준의 가톨릭 교육은 출생률을 증가시키며, 신앙심이 독실할 수록 종교계 학교에 입학 혹은 진학하기를 선호한다는 점에서 그 효과는 배가된다. 덧붙여 가톨릭 신자의 출생률은 소득 수준이 올라갈 때 다소 증가하는 반면, 개신교 신자의 출생률은 소득 수준이 올라갈 때 다소 낮아지는 것으로 나타났다.
부모의 신앙심은 그 자녀 세대의 출산율에 영향을 주며, 부모가 독실할 수록 그 자녀의 출산율이 증가하는 편이다.
한편 2020년 한 연구는 종교와 출생률 사이의 관계는 비(非)종교인의 낮은 출생률로 인해 부각되는 것이라 지적했다. 신앙심은 출생률의 하락을 막지 못하는 한편 세속주의가 출생률의 상승을 막는다는 것인데, 이는 신앙심이 강한 국가들 중 일부만이 출생률이 낮게 나타나는 한편 세속주의가 강한 국가들은 대부분 출생률이 낮게 나타나는 형태로 드러난다.
사회의 세속주의 경향은 비종교인의 출산 가능성보다는 신앙인의 출산 가능성을 예측하는 데에 효과적이다. 이는 한 사회가 재생산과 성, 개인의 자율성에 매기는 가치평가가 구성원 개인의 가치관에 큰 영향을 미치기 때문이다.

### 세대 간 가치 공유
부모가 그 자녀의 출생률에 주는 후천적 영향력은 수태인자 연구에서 핵심을 차지한다. 관련 연구는 일반적으로 부모는 가족에 대한 가치관과 가족 형태의 취향, 가족에 대한 사고 방식, 종교적 관점 장기적으로 전체 출생률에 영향을 미치는 요소들을 자녀에게 전수한다고 가정하며, 부모의 가치관과 자녀의 출생률 사이의 인과관계를 입증하는 데에 집중한다. 양적 측면에서 한 사람의 형제자매 수가 그가 낳는 자녀의 수에 미치는 영향, 시간적 측면에서 한 사람이 첫 자녀를 가진 나이와 그 자녀가 첫 자녀를 가지는 나이 사이의 관계 등이 주요 연구 대상이다.
10대에 자녀를 출산한 여성들을 대상으로 한 다수의 조사에서는, 어머니가 어린 나이에 출산을 한 경우 그 자녀도 마찬가지로 어린 나이에 출산을 하는 경향이 드러났다.
고소득 국가에서는 한 사람의 자녀 수와 그의 자녀가 갖는 자녀의 수 사이에 강한 연관성이 있는 것으로 나타났다.
같은 환경에서 성장한 일란성 쌍둥이와 이란성 쌍둥이를 비교한 덴마크의 한 조사에서는 개인의 자녀 출산가능성은 성장 환경보다 유전적인 요소에 더 큰 영향을 받는 것으로 나타났다. 한편 출생서열은 출산가능성에 별 영향을 주지 않는 것으로 나타났다.
반면 다른 연구에서는 유전적 요인을 실제적 경험, 교육, 종교활동 등으로 형성된 개인의 가치관이 상쇄하는 것으로 나타났다. 어머니가 선호하는 가족의 규모가 그 자녀가 선호하는 가족의 규모에 영향을 줄 수 있지만, 그 자녀 본인의 경험으로 형성된 가치관과 태도가 그에 못지 않게 결정적인 역할을 한다는 것이다.

### 결혼 및 동거 관계
결혼 및 동거 상태에 따른 출생률 변동은 나라마다 다르게 나타난다. 미국에서는 동거 관계가 낮은 출산율에 연관되지만, 프랑스에서는 동거 관계에서 나타나는 출산율과 결혼한 부부 사이에서 나타나는 출산율이 비슷한 것으로 나타났다. 러시아 또한 동거 관계가 출산율 상승에 연관이 있는 것으로 나타났다.
2003년 루마니아에서 진행한 조사에 따르면 결혼한 사람들은 학력과 관계없이 1.4명의 자녀를 낳았다. 한편 동거 중인 사람들의 경우, 학력이 낮은 사람들은 평균 1.7명, 학력이 높은 사람들은 평균 0.7명의 자녀를 낳았다. 저학력 루마니아 여성들을 대상으로 한 다른 조사에서는 동거 중인 파트너가 있는 여성의 출산율과 기혼 여성의 출산율이 유사한 것으로 나타났다.
미국과 유럽의 다수 국가에서 이루어진 연구에서는, 동부 유럽을 제외한 대부분의 곳에서 동거 중에 첫 아이를 출산한 여성들이 결혼 상태에서 첫 아이를 출산한 여성들보다 둘째 이상의 자녀를 출산할 가능 성이 크게 낮은 것으로 나타났다.

### 모계 가족의 지원
세대 및 성별 실태조사에 따르면, 어머니가 살아있는 여성은 첫 출산을 일찍 하며, 어머니를 일찍 여읜 여성은 자녀를 갖지 않을 가능성이 높은 것으로 나타났다. 한편 아버지의 생존 여부는 별 영향력이 없는 것으로 드러났다.
부모와 동거하는 사람들은 첫 자녀를 출산하는 시기가 늦어지는 편이며, 결과적으로 총 출산 수가 줄어들며 자녀를 아예 갖지 않을 가능성이 높아진다. 이러한 경향은 빈곤층 여성에게서 더 크게 나타난다.

### 사회적 지원
대가족 출신으로 친지들에게 도움을 많이 받거나, 친구들로부터 도움을 많이 받는 사람일 수록 자녀를 하나 이상 낳을 의사가 높아진다.
구소련 국가였던 동유럽 국가들을 대상으로 진행한 연구에서는 풍부한 사회적 자본이 출산율의 상승과 연관이 있음을 보여줬다. 이 사회적 자본으로는 개인의 인간관계, 금전 등 재산, 정보, 직업능력, 사회적 영향력, 권력, 타인으로부터 받는 사적인 원조 등이 포함된다.

### 지방 거주

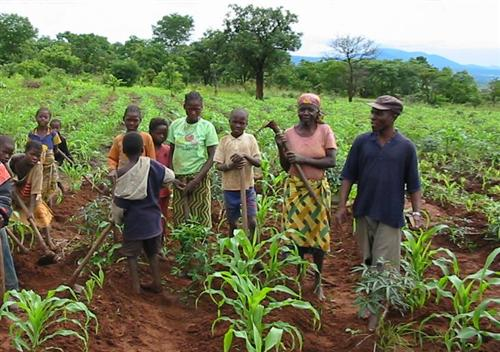
아프리카의 농촌 지역에 거주하는 가족.

국가의 개발 수준을 막론하고 지방에 거주하는 여성들의 합계출산율은 도시에 거주하는 여성들의 합계출산율보다 높은 것으로 나타났다. 관련 연구에서 지방 거주자들의 출산율이 비교적 높은 상태를 유지하는 것을 확인한 바 있다. 출산 자녀 수가 많은 부모들이 경제적으로 어려울 수 있다는 추측은 제대로 입증되지 않았기 때문에, 지방 거주자들의 낮은 소득 수준과 높은 출산율 사이에 관계가 있는지 또한 확인되지 않았다. 한편 인구 밀도의 증가와 출산율의 감소는 연관성이 있는 것으로 드러났다.
지역마다 달라지는 출산율은 각 지역별 자녀돌봄으로 인한 기회비용의 차이를 반영하는 것으로 보인다. 인구 밀도가 높은 지역에서는 자녀돌봄에 드는 비용이 크기 때문에 여성들이 자녀를 적게 가지려고 하여 출산율이 감소하게 된다. 도시 지역으로 한정한 경우 도시 외곽 교외 지역의 출산율이 더 높은 것으로 나타났다.
일부 연구는 인구 밀도가 출산율 변화에 영향을 미치는 정도를 31퍼센트 가까이 된다고 보고 있는데, 이는 환경 조건과 종교 등의 요인으로 달라질 수 있다.

### 가정친화적 정부 정책
지금까지 정부의 지원과 출산율 사이의 인과관계를 입증하려는 시도가 수차례 있었으나, 자녀를 가질 의사가 있는지, 가진다면 어느 시점에 몇 명을 가질 것인 지를 결정하는 요인이 다양한 관계로 이러한 변수를 배제하고 분석하는 것이 어려운 것으로 나타낫다 정부 정책의 도입 시기와 정책이 정착한 후 그 효과가 나타나기까지 시간이 상당히 소요된다는 것 또한 난점이다.
통상적으로 정부 정책은 자녀돌봄으로 인해 발생하는 기회비용을 줄이는 것에 주안점을 두며, 유자녀 가구의 소득을 높이거나 자녀돌봄의 비용을 저렴하게 하는 등의 방법을 취한다. 한 연구에서는 일과 가정을 양립하기 위한 여성의 부담을 덜어 자녀돌봄의 기회비용을 감소시키는 정부 차원의 정책이 각 가정의 자녀 수 증가에 긍정적인 영향을 준다는 결론을 도출했다. 이러한 결과는 독일, 스웨덴 캐나다, 미국 등에서 나타났다.
그러나 다른 연구에서는 정책 운영에 드는 비용에 비해 거둘 수 있는 효과가 적은 것으로 나타나, 현재로서는 정부 차원의 지원이 출산율 증가에 긍정적인 영향을 준다는 주장이 폭넓게 지지를 받기는 힘든 것으로 보인다.

### 기타 요인
출산율을 증가시키는 그밖의 요인은 다음과 같다.

#### 사회적 압력
여성의 부모, 친지, 친구 등 주변인들의 압력이 강할 수록 출산율이 높아지는 현상이 나타난다. 예를 들어, 주위에 자녀를 낳은 형제자매나 직장 동료가 있는 사람은 본인도 자녀를 출산할 가능성이 높았다.

#### 가부장적 가족구조
남성중심적인 가족에서 자녀를 더 많이 갖는 경향이 있다.

#### 핵가족화
서양 국가에서는 여러 친지들이 함께 사는 가정보다 핵가족 형태의 가정에서 출산율이 더 높은 것으로 나타났다.

#### 임신중단의 불법화
사회주의 공화국 시절 루마니아에서는 임신중단이 불법이 되면서 일시적으로 출산율이 상승했으나, 불법으로 임신을 중단하는 수가 더 크게 증가하면서 전체 출산율은 줄어들었다.

#### 이민자의 증가
이민자들이 정착하여 자녀를 낳게 되면서 해당 국가의 출산율이 증가하는 현상이 종종 나타난다. 그러나 이민자 자녀세대의 출산율은 선주민들의 평균 출산율에 가까워진다.

#### 보조생식기술의 발달
덴마크의 한 연구는 1975년 덴마크의 출생률이 5퍼센트 상승한 요인으로 보조생식기술을 꼽는다. 덧붙여 보조생식기술은 출산과 관련한 생물학적 제한을 완화할 것으로 예상된다.

#### 동종애
자신과 성향이나 취미가 비슷한 사람과 짝을 이룬 사람들의 출생률이 그렇지 않은 사람들보다 높은 것으로 나타난다.

## 출산율을 낮추는 원인
선진국 전반에서는 출산율이 낮게 나타나며, 이는 가정을 이룬 사람들이 자녀를 적게 낳거나 무자녀로 사는 것을 선호하고, 생식력이 가장 강한 시기를 지난 후 자녀를 갖는 경향이 있기 때문이다. 한편 출산율 감소 추세는 국가마다 다른 요인들이 복합적으로 얽혀 발생한다.

### 소득 증대

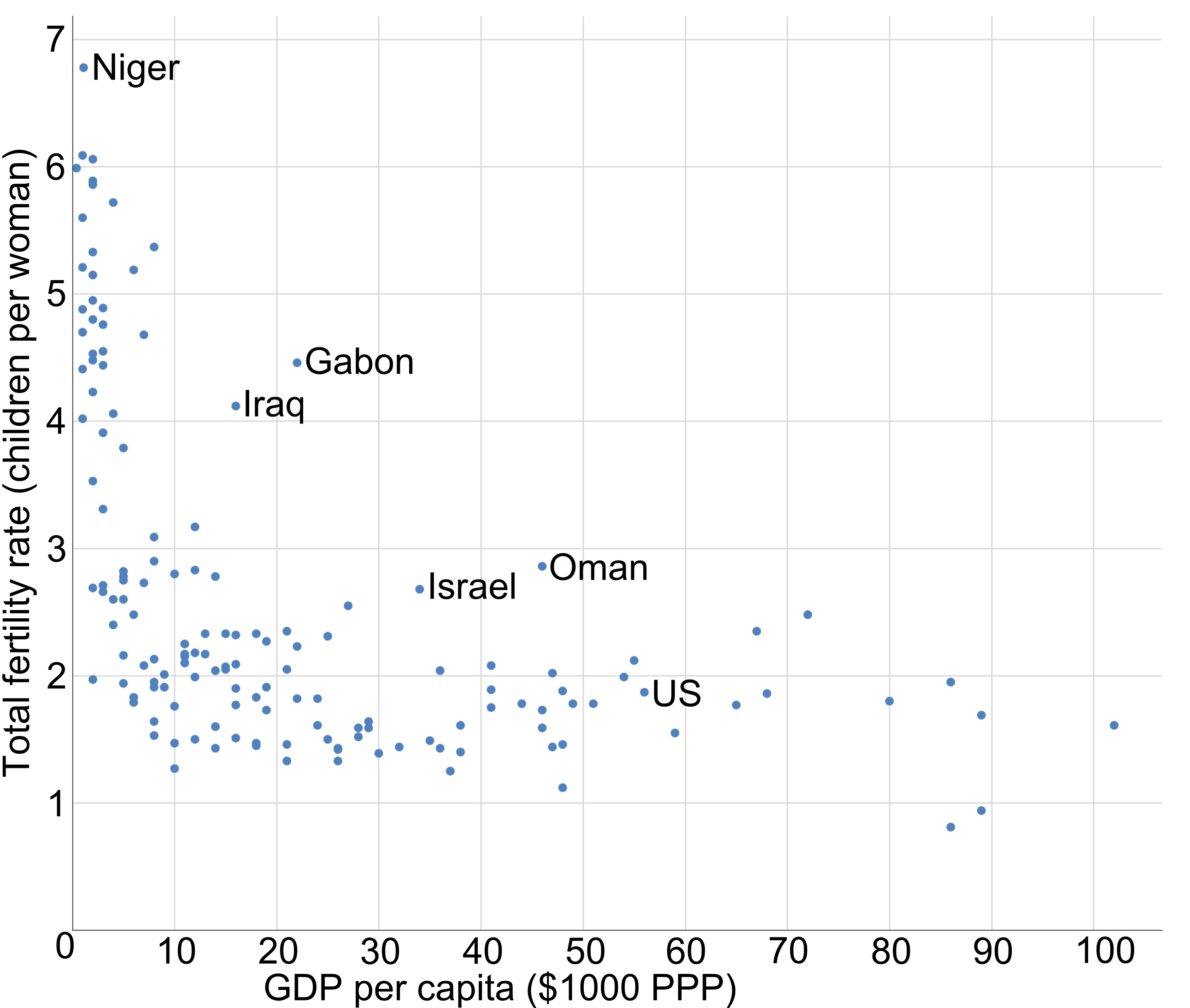
2015년 국가별 합계출산율과 GDP를 비교한 그래프.

소득 증대와 인간 개발 지수의 상승은 일반적으로 출산율의 감소와 연관성을 보인다. 이러한 현상을 경제적인 관점에서 설명하면, 소득이 높은 사람일 수록 자녀 출산과 양육으로 인한 기회비용이 경력을 유지하여 얻는 이익보다 크기 때문에 자녀를 적게 가지려 하며, 따라서 경제적으로 안정적 자립이 가능한 여성들은 결혼에서 얻는 이익을 적게 체감한다.
또한 소득이 높은 부모는 자녀를 많이 낳기 보다는 적게 낳고 양육에 들어가는 자원 또한 적게 소비하기를 선호한다.
반면 소득 증대가 초기에는 일시적으로 출산율 감소를 일으키다가, 사회경제적 생활수준이 개선되면서 다시 상승하는 현상도 확인된다. 그러나 그렇게 출산율이 상승하더라도 대체수준 출산율보다는 낮은 수준으로 회복되는 것으로 나타났다.

### 가치관의 변화
출산력 감소의 주 원인으로 경제적 요인이 진단되는 한편, 사회과학 영역에서는 사회 구성원들이 지난 자녀에 대한 가치관의 변화가 출산력 감소의 주요 원인으로 지목한다.
피임기술의 발달과 성 혁명이 불러운 제2차 인구변천은 개인의 삶의 목표, 신앙, 타인과의 사회적 관계, 가족 구성 형태 등에 관련한 가치관의 변화를 반영한다고 볼 수 있다. 선호 이론 또한 일과 가정 사이에서 여성이 내리는 의사결정 경향의 변화, 여성의 삶에서 일어난 선택지의 확대, 자신의 삶에 대한 여성 자신의 선택의 자유 확대가 근래의 합계출산율 감소에 어떤 영향을 주었는지를 중점으로 본다.
유럽의 한 비교연구에 따르면 가족지향적 가치관을 지닌 여성은 자녀를 많이 낳고, 직업지향적 가치관을 지닌 여성은 적게 낳거나 아예 낳지 않는 것으로 나타났다.
구소련 국가들을 포함한 유럽에서도 개인의 자율성 및 독립성의 확장이 출산율 감소와 연관되는 것으로 나타났다.

### 학력
학력과 출산력 사이의 인과관계에 대한 연구들은 서로 상반되는 결과들을 내놓고 있다. 한 연구에서는 학력이 높은 여성일 수록 직업을 가질 가능성이 높고, 따라서 자녀 양육으로 인한 기회비용이 커지므로 결혼과 출산을 미루기 때문에 출산율 또한 감소한다고 나타났다. 반면 다른 연구에서는 학력이 높은 여성들이 결혼과 출산을 미루는 경향이 있기는 하나, 출산 시기만 조금 늦어질 뿐이며 출산율 저하에 미치는 영향은 미미하다는 결과가 나왔다.
미국의 한 대규모 조사의 결과에 따르면, 대졸 이상의 학력을 지닌 여성은 평균적으로 자녀를 1.1명 갖고, 고졸 이하 여성들은 평균 2.5명을 갖는 것으로 나타났다. 같은 조건의 남성은 각각 1.0명과 1.7명을 갖는 것으로 나타났다.
유럽에서는 학력이 높은 여성들이 그렇지 않은 여성들보다 자녀를 많이 낳는 한편 초산 연령이 높은 것으로 나타났다. 노르웨이에서는 남성의 학력이 높을 수록 자녀를 갖지 않을 가능성이 높아지고, 아버지가 되는 나이도 늦어지는 것으로 나타났다.
중등교육 및 대학 수준의 가톨릭 교육은 출산율 증가에 영향을 미친다. 이는 가톨릭 교도들이 신앙 때문에 가톨릭 교육기관으로 입학하기를 선호하는 것과 맞물린 결과이다.
한편 국가 발전 수준에 따라 출산율 증가에 영향을 주는 여성의 학력 수준이 달라지기도 한다.
성평등 수준이 낮은 저개발 국가에서는 여성의 학력이 중등교육 수준보다 높아야 출산율에 유의미한 영향을 미치는 것으로 나타난다. 사하라 이남 지역 국가들을 대상으로 한 조사에서는 출산율 감소가 여성 교육과 연관성을 보이는 것으로 나타났다.
그러나 공공교육 및 관련 제도가 미미하고 교육제도가 개선되지 않은 국가에서는 출산율이 크게 감소하는 현상이 나타날 수 있다. 한 예로 1997년부터 2002년까지 방글라데시는 국내 문맹인구, 특히 여성 문맹 인구가 크게 감소하지 않았음에도 출산율은 40퍼센트까지 하락한 적이 있었다. 이러한 감소세는 국가 수준의 가족 계획 정책에 의한 것으로 추정된다.

### 인구 억제 정책
중국과 인도는 오랜 기간 대규모 인구 억제 정책을 실시했다. 중국의 1가구 1자녀 정책은 1978년에서 1980년 사이에 도입됐으며, 2015년 1가구 2자녀 정책에게 자리를 내주며 폐지됐다. 이 정책으로 여성 1인당 자녀 수 평균은 1979년 2.8명에서 2010년 1.5명으로 하락했다.
그러나 1970년대 초반 5명 이상을 기록하던 여성 1인당 자녀 수 평균이 이 정책이 도입되기 전에 이미 크게 하락했었으므로, 중국의 인구 억제 정책이 실효성이 있었는지는 확실하지 않다. 이는 1가구 1자녀 정책이 없었어도 중국의 출산율은 지속적으로 하락했을 가능성이 있었음을 시사한다.
2015년 중국은 1가구 1자녀 정책을 철폐하고 가구 당 자녀 2명을 둘 수 있도록 허용하였다. 이는 고령 인구 증가 및 노동 인구 감소로 인한 부양비 상승이 일어난 현재의 중국 상황을 반영한 것이다.
인도 또한 인구 억제를 목적으로 긴 시간 국가 수준의 가족계획 정책에 투자했다. 인도의 출생률은 1966년 5.7명에서 2016년 2.4명까지 하락했다. 이러한 결과에도 불구하고 인도의 국가 정책이 출생률 조절에서 거둔 성과는 부분적인 수준에 그친다고 평가된다.

### 여성의 노동 참여
여성의 노동 참여는 출생률 감소와 관련성을 보인다. 여러 국가를 대상으로 이루어진 종단연구 중 하나에 따르면, 여성의 노동 참여가 출산에 미치는 영향이 가장 큰 시기는 20세에서 39세까지 사이이며, 그 이후에도 영향력은 다소 감소하나 지속적으로 작용하는 것으로 나타났다.
한편 UN이 보유한 자료에서는 일에 대한 욕구를 충족하기 위해 일을 하는 여성보다 경제적 필요를 충족하기 위해 일을 하는 여성의 출산력이 높은 것으로 나타났다.
반대로 OECD 회원 국가들에서는 여성의 노동 참여 증가와 출생률 증가가 관련성을 보이는 것으로 나타난다.
여성 노동과 출산율 사이의 인과관계를 분석한 연구에서는 출산율이 여성의 노동 참여에 주는 영향은 확인되지만, 반대로 여성의 노동 참여가 출산율에 미치는 영향은 거의 나타나지 않는다는 결과를 도출했다.
교육 및 보건의료 등 돌봄노동을 요하는 분야에 종사하는 여성들은 그렇지 않은 여성들보다 좀 더 빨리 자녀를 낳는 것으로 나타난다. 이는 모성 실현과 직업 생활 모두를 쟁취하기를 원하는 여성들이 스스로 일과 가정의 양립이 가능한 직업을 선택한 결과로 나타나는 것으로 설명된다.

### 나이

여성의 생식력 감소, 난임, 생리불순, 폐경을 겪는 평균 연령과 비율을 나타낸 누적그래프.

여성의 생식력은 일반적으로 초경을 치르는 나이인 12~13세부터 발현되며, 30대에 들어 점차적으로 떨어지고 40대 초반에 들어서면 난임을 겪게 된다.

남성 또한 나이가 들수록 생식력이 감소하며, 임신 성공에 이르기까지 걸리는 기간도 길어지게 된다. 그러나 여성에 비해 연령과 생식력 사이의 연관성이 뚜렷하게 나타나지는 않는다. 배우자 여성의 연령이라는 변인을 통제하고 30대 이하 남성과 50대 이상 남성 집단의 생식력을 비교했을 때, 남성의 생식력은 23~38퍼센트 하락하는 것으로 나타났다.
인도의 한 연구에 따르면 여성 배우자가 남성 배우자보다 한 살 이하 연햐인 경우 평균 3.1명의 자녀를 출산하며, 7살에서 9살 연하인 경우 평균 3.5명의 자녀를 출산하는 것으로 나타났다.

### 피임
"피임 기술 혁명"은 자녀 출산 수와 출산 시기의 변화에 지대한 영향을 주었다. 영국에서는 피임약 부작용이 알려지면서 피임약 사용이 줄어든 시기에 출산율이 증가한 현상이 나타났으며, 미국에서는 피임약 사용을 허용하는 제도의 도입 시기와 출산율 감소 사이에 연관성이 있다고 여겨진다
그러나, 단기적인 출산율 감소는 피임약으로 자녀 출산 시기를 미루는 사람들이 늘어난 결과로 나타날 수 있으며, 이로 인한 감소세는 시간이 지나고 출산을 미룬 사람들이 자신들이 원하는 시기에 자녀를 낳으면서 수복될 수 있다.
유럽의 출생률 추세를 장기적으로 검토한 결과 피임약 접근성이 출생률의 미치는 직접적인 영향은 발견되지 않았다.

### 배우자 혹은 동거인과의 관계
진보된 사회에서는 파트너 양측의 동의와 합의가 있어야 자녀 임신 및 출산이 실현되는 것이 일반적이다. 어느 한 쪽이 동의하지 않으면 다른 한 쪽이 자녀 출산 계획이 있더라도 실현되지 않을 가능성이 높다.
지난 수십 년간 파트너십에 관한 의식 및 제도에 많은 변화가 일어났고, 초혼 연령이 높아졌으며, 결혼을 선택하지 않고 동거하는 인구도 늘었다. 그 결과 부모가 되는 나이도 늦어지면서 출산율 또한 감소한 것으로 나타났다.

### 낮은 성평등 수준
성평등 수준이 출산율이 미치는 영향은 나라마다 다르게 나타난다. 네덜란드와 이탈리아를 비교한 연구에서는 가사분담이 불평등할 수록 여성들의 자녀 출산 의사가 크게 낮아지는 것으로 나타났다.
여성의 삶의 질에 관한 캐나다의 한 연구에서는 여성이 가사에 느끼는 부담이 클 수록 자녀를 적게 낳으려는 경향이 커지는 것으로 나타나탔다.
둘째 자녀 출산에 관련한 다른 연구에서는, 가정 내 성평등 수준이 아주 높거나 아주 낮은 경우 둘째 자녀의 출산 수가 높게 나타나는, U자형 그래프가 나타나는 것이 확인됐다.

### 난임 및 불임
난임 및 불임 문제의 20~30퍼센트는 남성의 생식력이 원인인 문제이며, 20~35퍼센트는 여성의 생식력이 원인인 것으로 나타났다. 한편 25~40퍼센트는 복합적인 원인이 작용하여 발생한 문제이고, 10~20퍼센트는 원인을 알 수 없는 것으로 나타났다.
여성 난임의 가장 흔한 원인으로는 생리 불순 및 폐경과 같은 배란 문제가 꼽힌다. 한편, 남성 난임의 주요 원인은 정자 기형이며, 이는 정자의 상태가 남성 생식력을 측정하는 지표가 됨을 나타난다.

### 기타 요인

#### 파트너와의 감정적 긴장도
네덜란드의 한 조사에서는 파트너에게 느끼는 긍정적 혹은 부정적 감정이 강렬할 수록 자녀를 적게 갖는 경향이 커지는 것으로 확인됐다.

#### 여성 실업률
미국에서는 여성 실업률이 높을수록 단기적 출산율 및 장기적 출산율이 낮아지는 것으로 나타났다.

#### 사회보장제도
사회보장제도가 견고할수록 노후 생활에서 자녀로부터 얻는 이익이 줄기 때문에 출산율 감소에 영향을 줄 수 있다.

## 영향력이 없거나 불명확한 요인
1970년 21.4세에서 2006년 25세로 약 3.6세 높아졌다. 구소련 국가를 포함한 유럽 지역에서도 자녀 출산이 늦어지는 경향이 커졌다.
그러나 출산을 미뤄 초산 연령이 높아지는 현상 하나만으로는 출산력 감소세를 설명하기 부족하다. 프랑스의 경우 평균 초산 연령은 높은 편이나 출생 자녀 수는 2.1명으로 인구 감소를 일으킬 수준은 아닌 것으로 나타났다. 초산 연령이 높아졌어도 여성들 대부분이 임신이 어려워지는 나이에 이르기 전에 첫 출산을 하기 때문에, 출산 연기가 출산율 감소에 미치는 영향은 비교적 낮다고 할 수 있다.

### 지능
여러 인구학 연구를 통틀어 지능과 출산력 사이의 긍정적 혹은 부정적인 상관관계는 입증되지 않았다.

### 기타
다음과 같은 요인들의 영향력은 주요 연구에서 확인되지 않았거나 없는 것으로 나타났다.

#### 성격
불안, 애착욕구, 만족지연능력, 자기인식, 강박, 모호함에 대한 인내력, 협동성, 성취욕구 등 성격을 구성하는 다양한 요소들이 있으나, 이들과 출산율 사이의 인과관계는 입증되지 않았다.

#### 정부 지원
난임 치료 지원, 자녀를 임신한 가정에 제공하는 현금성 지원, 자녀 양육 지원 등 다양한 정부 지원책이 존재하나, 이러한 정책이 출산을 독려하는 효과는 제한적이거나 부족한 것으로 나타났다.

#### 배우자와의 관계
배우자와의 관계가 안정적인지, 혹은 긍정적인지 등의 관계 요인과 출산율 사이의 관계는 단순히 설명하기 어려운 것으로 나타났다. 한편 배우자와의 관계가 적당한 상태인 경우에 둘 이상의 자녀를 낳을 가능성이 높은 것으로 나타났다.

#### 정부차원의 모성보호 지원
출산휴가, 모성보호 투자 등 정부 차원의 인센티브는 출산율 상승에 큰 영향이 없는 것으로 나타난다. 한국 현행법에서는 모성보호제도를 위반한 사업주에게 3년 이하의 징역 등의 처벌을 내릴 수 있도록 규정하고 있으나, 실제 내려지는  처벌 수위가 낮아 이를 무시하는 사업장이 많아 현장 정착이 어려운 것으로 보이며 이에 대한 정부의 단속 및 처벌 의지 부족이 지적되고 있다.

#### 이전 배우자와의 자녀 유무
재혼가정을 대상으로 한 조사에서, 영국의 경우 이전 배우자와의 사이에서 낳은 자녀가 있으면 재혼 후 자녀를 낳을 가능성이 비교적 높은 것으로 나타났다. 반대로 프랑스에서는 재혼 부부 양쪽이 이전 배우자와의 사이에서 자녀를 낳은 경우 재혼 후 자녀를 낳을 가능성이 아주 낮은 한편, 어느 한 쪽만 자녀가 있는 경우 무자녀 부부와 비슷한 출산율을 보이는 것으로 나타났다.

#### 임산부의 건강 상태
임산부의 건강은 태아의 건강 상태에 주로 영향을 미치며, 임산부의 출산 중 사망률은 신생아 사망률에 직결되는 것으로 나타났다.

#### 가족중심주의
남부 유럽에서는 개인을 부양하고 돌볼 의무를 그 개인의 가족구성원들이 지는 것이 일반적이며, 이러한 사회를 가족중심주의적 사회라고 한다. 이와는 대조적으로 북부 유럽에서는 그러한 의무를 국가가 지는 것이 보편적이며, 이를 탈가족적 사회라고 한다. 두 체제가 출산력이 미치는 영향력은 규명되지 않았다.

## 인종 및 민족별 출산율 추이
미국에서는 히스패닉 및 흑인이 다른 인종에 비해 이른 나이에 자녀를 낳고, 낳는 자녀 수 또한 많은 것으로 나타났다. 2009년 15세에서 19세 사이의 청소년들의 출산율을 조사한 결과, 백인 여성 청소년 1천명 중 20명이 출산을 겪은 것과는 대조적으로 히스패닉 여성 청소년은 1천명 중 80명이 출산을 겪은 것으로 나타났다.
미국 보건부 및 질병관리국 통계에 따르면, 2014년 미국 신생아의 23퍼센트가 히스패닉 계인 것으로 나타났다.

## 다원분석
인도에서 이루어진 인구 관련 회기분석 연구에서는 아래와 같은 방정식을 도출했다. 앞에 양(+) 표시가 된 변인은 출산율을 증가시키는 변인이고, 음(-) 표시가 된 변인은 출산율을 감소시키는 변인이다. 또한, 통계적으로 유의미한 변화를 일으키지 않는 변인은 *표시가 붙어있다.
합계출산율=0.02(인간개발지수*)+0.07(영아 생존율*)-0.34(피임기술 사용량)+0.03(남성 결혼 연령*)-0.21(여성 결혼 연령)-0.16(출산 간격)-0.26(수질 개선 수준)+0.03(남성의 식자율)-0.01(여성의 식자율*)-0.30(조산술(助産術) 혹은 산모 건강관리 기술)

## 같이 보기
- 저출산

1. 1 2 3 4 5 6 7 8 9 10 11 12 13 14  Balbo N, Billari FC, Mills M (February 2013). “Fertility in Advanced Societies: A Review of Research: La fécondité dans les sociétés avancées: un examen des recherches”. 《European Journal of Population》 29 (1): 1–38. doi:10.1007/s10680-012-9277-y. PMC 3576563. PMID 23440941.
2. ↑  Hayford SR, Morgan SP (2008). “Religiosity and Fertility in the United States: The Role of Fertility Intentions”. 《Social Forces; A Scientific Medium of Social Study and Interpretation》 86 (3): 1163–1188. doi:10.1353/sof.0.0000. PMC 2723861. PMID 19672317.
3. ↑  Martinez G, Daniels K, Chandra A (April 2012). “Fertility of men and women aged 15-44 years in the United States: National Survey of Family Growth, 2006-2010” (primary research report). 《National Health Statistics Reports》 (Division of Vital Statistics, National Center for Health Statistics) (51): 1–28. PMID 22803225.
4. ↑  Fent, Thomas; Diaz, Belinda Aparicio; Prskawetz, Alexia (2013). “Family policies in the context of low fertility and social structure”. 《Demographic Research》 29 (37): 963–998. doi:10.4054/DemRes.2013.29.37.
5. ↑  Schaffnit SB, Sear R (2014). “Wealth modifies relationships between kin and women's fertility in high-income countries”. 《Behavioral Ecology》 25 (4): 834–842. doi:10.1093/beheco/aru059. ISSN 1045-2249.
6. ↑  Shatz, Steven M. (March 2008). “IQ and fertility: A cross-national study”. 《Intelligence》 36 (2): 109–111. doi:10.1016/j.intell.2007.03.002.
7. ↑  “Human population numbers as a function of food supply” (PDF). 《Russel Hopfenburg, David Pimentel, Duke University, Durham, NC, USA;2Cornell University, Ithaca, NY, USA》.
8. 1 2  The ESHRE Capri Workshop Group (2010). “Europe the continent with the lowest fertility”. 《Human Reproduction Update》 (review) 16 (6): 590–602. doi:10.1093/humupd/dmq023. PMID 20603286.
9. ↑  Pradhan, Elina (2015년 11월 24일). “Female Education and Childbearing: A Closer Look at the Data”. 《Investing in Health》 (영어). 2019년 3월 10일에 확인함.
10. ↑  Bloom, David; Canning, David; Fink, Günther; Finlay, Jocelyn (2009). “Fertility, female labor force participation, and the demographic dividend”. 《Journal of Economic Growth》 14 (2): 79–101. doi:10.1007/s10887-009-9039-9.
11. 1 2  Feng, Wang; Yong, Cai; Gu, Baochang (2012). “Population, Policy, and Politics: How Will History Judge China's One-Child Policy?” (PDF). 《Population and Development Review》 38: 115–29. doi:10.1111/j.1728-4457.2013.00555.x. 2019년 6월 6일에 원본 문서 (PDF)에서 보존된 문서. 2023년 9월 29일에 확인함.
12. 1 2  te Velde ER, Pearson PL (2002). “The variability of female reproductive ageing”. 《Human Reproduction Update》 8 (2): 141–54. doi:10.1093/humupd/8.2.141. PMID 12099629.
13. ↑  “ART fact sheet (July 2014)”. 《European Society of Human Reproduction and Embryology》. 2016년 3월 4일에 원본 문서에서 보존된 문서.
14. ↑  “Exposure to air pollution seems to negatively affect women's fertility”.
15. ↑  Dağ ZÖ, Dilbaz B (2015년 6월 1일). “Impact of obesity on infertility in women”. 《Journal of the Turkish German Gynecological Association》 16 (2): 111–7. doi:10.5152/jtgga.2015.15232. PMC 4456969. PMID 26097395.
16. ↑  Dommermuth, Lars; Klobas, Jane; Lappegård, Trude (2014). “Differences in childbearing by time frame of fertility intention. A study using survey and register data from Norway”.  Part of the research project Family Dynamics, Fertility Choices and Family Policy (FAMDYN)
17. ↑  Cavalli, Laura; Klobas, Jane (2013). “How expected life and partner satisfaction affect women's fertility outcomes: the role of uncertainty in intentions”. 《Population Review》 52 (2).
18. ↑  Spéder, Zsolt; Kapitány, Balázs (2014). “Failure to Realize Fertility Intentions: A Key Aspect of the Post-communist Fertility Transition”. 《Population Research and Policy Review》 33 (3): 393–418. doi:10.1007/s11113-013-9313-6. S2CID 154279339.
19. ↑  Axinn WG, Clarkberg ME, Thornton A (February 1994). “Family influences on family size preferences”. 《Demography》 31 (1): 65–79. doi:10.2307/2061908. JSTOR 2061908. PMID 8005343.
20. ↑  Page 118 in: Zhang, Li (2010). 《Male Fertility Patterns and Determinants. Volume 27 of The Springer Series on Demographic Methods and Population Analysis》. Springer Science & Business Media. ISBN 9789048189397.
21. ↑  Schenker JG, Rabenou V (June 1993). “Family planning: cultural and religious perspectives”. 《Human Reproduction》 8 (6): 969–76. doi:10.1093/oxfordjournals.humrep.a138176. PMID 8345093.
22. ↑  Schnabel, Landon. 2016. "Secularism and Fertility Worldwide". SocArXiv. July 19. doi:10.31235/osf.io/pvwpy.
23. ↑  Murphy M (2013). “Cross-national patterns of intergenerational continuities in childbearing in developed countries”. 《Biodemography and Social Biology》 59 (2): 101–26. doi:10.1080/19485565.2013.833779. PMC 4160295. PMID 24215254.
24. ↑  Potârcă G, Mills M, Lesnard L (2013). “Family Formation Trajectories in Romania, the Russian Federation and France: Towards the Second Demographic Transition?”. 《European Journal of Population》 29: 69–101. doi:10.1007/s10680-012-9279-9. S2CID 3270388.
25. ↑  Hoem, Jan M.; Mureşan, Cornelia; Hărăguş, Mihaela (2013). “Recent Features of Cohabitational and Marital Fertility in Romania” (PDF). 《Population English Edition》.
26. ↑  Hoem, Jan M.; Muresan, Cornelia (2011). “The Role of Consensual Unions in Romanian Total Fertility”. 《Stockholm Research Reports in Demography》. 2016년 3월 3일에 원본 문서에서 보존된 문서. 2016년 2월 20일에 확인함.
27. ↑  Perelli-Harris B (2014). “How Similar are Cohabiting and Married Parents? Second Conception Risks by Union Type in the United States and Across Europe”. 《European Journal of Population》 30 (4): 437–464. doi:10.1007/s10680-014-9320-2. PMC 4221046. PMID 25395696.
28. ↑  《Global Monitoring Report 2015/2016: Development Goals in an Era of Demographic Change》. World Bank Publications. 2015. ISBN 9781464806704. Page 148
29. ↑  Caldwell JC (March 1977). “The economic rationality of high fertility: An investigation illustrated with Nigerian survey data”. 《Population Studies》 31 (1): 5–27. doi:10.1080/00324728.1977.10412744. PMID 22070234.
30. ↑  Sato, Yasuhiro (2006년 7월 30일), “Economic geography, fertility and migration” (PDF), 《Journal of Urban Economics》, 2016년 2월 6일에 원본 문서 (PDF)에서 보존된 문서, 2008년 3월 31일에 확인함
31. ↑  Rotella, Amanda, Michael EW Varnum, Oliver Sng, and Igor Grossmann. "Increasing population densities predict decreasing fertility rates over time: A 174-nation investigation." (2020).
32. ↑  Balbo 2013 (see top of list), citing: Kalwij A (May 2010). “The impact of family policy expenditure on fertility in western Europe”. 《Demography》 47 (2): 503–19. doi:10.1353/dem.0.0104. PMC 3000017. PMID 20608108.
33. ↑  “Birth Rates Rising in Some Low Birth-Rate Countries”. 《www.prb.org》. 2017년 3월 30일에 원본 문서에서 보존된 문서. 2017년 3월 29일에 확인함.
34. ↑  “Field Listing: Total Fertility Rate”. 《The World Factbook》. 2007년 6월 13일에 원본 문서에서 보존된 문서. 2016년 4월 24일에 확인함.
35. ↑  “Country Comparison: GDP - Per Capita (PPP)”. 《The World Factbook》. 2015년 4월 27일에 원본 문서에서 보존된 문서. 2016년 4월 24일에 확인함.
36. ↑  Rai PK, Pareek S, Joshi H (2013). “Regression Analysis of Collinear Data using r-k Class Estimator: Socio-Economic and Demographic Factors Affecting the Total Fertility Rate (TFR) in India” (PDF). 《Journal of Data Science》 11 (2): 323–342. doi:10.6339/JDS.2013.11(2).1030. S2CID 59042059. 2019년 11월 25일에 원본 문서 (primary research article)에서 보존된 문서. 2016년 4월 12일에 확인함.
37. ↑  “The best of all possible worlds? A link between wealth and breeding”. 《The Economist》. 2009년 8월 6일.
38. ↑  Myrskylä M, Kohler HP, Billari FC (August 2009). “Advances in development reverse fertility declines”. 《Nature》 460 (7256): 741–3. Bibcode:2009Natur.460..741M. doi:10.1038/nature08230. PMID 19661915. S2CID 4381880.
39. ↑  Rindfuss RR, Kravdal O (2008). “Changing Relationships between Education and Fertility: A Study of Women and Men Born 1940 to 1964” (PDF). 《American Sociological Review》 73 (5): 854–873. doi:10.1177/000312240807300508. hdl:10419/63098. ISSN 0003-1224. S2CID 56286073.
40. ↑  Kebede E, Goujon A, Lutz W (February 2019). “Stalls in Africa's fertility decline partly result from disruptions in female education”. 《Proceedings of the National Academy of Sciences of the United States of America》 116 (8): 2891–2896. doi:10.1073/pnas.1717288116. PMC 6386713. PMID 30718411.
41. ↑  Pradhan, Elina (2015년 11월 24일). “Female Education and Childbearing: A Closer Look at the Data”. 《Investing in Health》 (영어). 2019년 3월 10일에 확인함.
42. ↑  Akmam, Wardatul (2002). “Women's Education and Fertility Rates in Developing Countries, With Special Reference to Bangladesh”. 《Eubios Journal of Asian and International Bioethics》 12: 138–143.
43. ↑  Ahmad, Aqueil (2013). 〈Global Population and Demographic Trends〉. 《New Age Globalization》. 33–60쪽. doi:10.1057/9781137319494_3. ISBN 978-1-349-45115-9.
44. ↑  Zhu WX (June 2003). “The one child family policy”. 《Archives of Disease in Childhood》 88 (6): 463–4. doi:10.1136/adc.88.6.463. PMC 1763112. PMID 12765905.
45. ↑  Hesketh T, Zhou X, Wang Y (2015). “The End of the One-Child Policy: Lasting Implications for China”. 《JAMA》 314 (24): 2619–20. doi:10.1001/jama.2015.16279. PMID 26545258.
46. ↑  Gilbert, Geoffrey (2005). 《World Population: A Reference Handbook (Contemporary world issues)》. ABC-CLIO. ISBN 9781851099276.  Page 25
47. ↑  “China to end one-child policy and allow two”. 《BBC News》. 2015년 10월 29일.
48. ↑  Ramu GN (2006), 《Brothers and sisters in India: a study of urban adult siblings》, University of Toronto Press, ISBN 978-0-8020-9077-5
49. ↑  “CIA, The World Fact Book, India, 7/24/2017”. 2022년 8월 10일.
50. ↑  Murthy, N.R.Narayana (2010). 《Better India, A Better World》. Penguin Books India. 98쪽. ISBN 9780143068570.
51. ↑  Lim, Lin Lean. “Female Labour-Force Participation” (PDF). United Nations. , part of 《Completing the Fertility Transition》. United Nations Publications. 2009. ISBN 9789211513707.
52. ↑  Ahn, Namkee; Mira, Pedro (2002). “A Note on the Changing Relationship between Fertility and Female Employment Rates in Developed Countries” (PDF). 《Journal of Population Economics》 15 (4): 667–682. doi:10.1007/s001480100078. hdl:10902/25166. JSTOR 20007839. S2CID 17755082.
53. ↑  Anderson SE, Dallal GE, Must A (April 2003). “Relative weight and race influence average age at menarche: results from two nationally representative surveys of US girls studied 25 years apart”. 《Pediatrics》 111 (4 Pt 1): 844–50. doi:10.1542/peds.111.4.844. PMID 12671122.
54. ↑  Al-Sahab B, Ardern CI, Hamadeh MJ, Tamim H (November 2010). “Age at menarche in Canada: results from the National Longitudinal Survey of Children & Youth”. 《BMC Public Health》 10: 736. doi:10.1186/1471-2458-10-736. PMC 3001737. PMID 21110899.
55. ↑  Hamilton-Fairley, Diana (2004). “Obstetrics and Gynaecology: Lecture Notes” (PDF) 2판. Blackwell Publishing. 2013년 12월 9일에 원본 문서 (PDF)에서 보존된 문서. 2012년 8월 26일에 확인함.
56. ↑  Kidd SA, Eskenazi B, Wyrobek AJ (February 2001). “Effects of male age on semen quality and fertility: a review of the literature”. 《Fertility and Sterility》 75 (2): 237–48. doi:10.1016/S0015-0282(00)01679-4. PMID 11172821.
57. ↑  Das KC, Gautam V, Das K, Tripathy PK (2011). “Influence of age gap between couples on contraception and fertility” (PDF). 《Journal of Family Welfare》 57 (2). 2019년 8월 19일에 원본 문서 (PDF)에서 보존된 문서. 2023년 9월 29일에 확인함.
58. ↑  “Causes of infertility”. 《National Health Service》. 2017년 10월 23일. 2016년 2월 29일에 원본 문서에서 보존된 문서. 2018년 11월 17일에 확인함.
59. ↑  Cooper TG, Noonan E, von Eckardstein S, Auger J, Baker HW, Behre HM,  외. (2009). “World Health Organization reference values for human semen characteristics”. 《Human Reproduction Update》 16 (3): 231–45. doi:10.1093/humupd/dmp048. PMID 19934213.
60. ↑  Rijken, Arieke J.; Liefbroer, Aart C. (2008). “The Influence of Partner Relationship Quality on Fertility [L'influence de la qualité de la relation avec le partenaire sur la fécondité]”. 《European Journal of Population / Revue Européenne de Démographie》 25 (1): 27–44. doi:10.1007/s10680-008-9156-8. ISSN 0168-6577.
61. ↑  Currie J, Schwandt H (October 2014). “Short- and long-term effects of unemployment on fertility”. 《Proceedings of the National Academy of Sciences of the United States of America》 111 (41): 14734–9. Bibcode:2014PNAS..11114734C. doi:10.1073/pnas.1408975111. PMC 4205620. PMID 25267622.
62. ↑  Mathews TJ (August 2009). “Delayed Childbearing: More Women Are Having Their First Child Later in Life” (PDF). 《NCHS Data Brief》. No 21: 1.
63. ↑  Freja, Tomas (July 2008). “Fertility in Europe: Diverse, delayed and below replacement” (PDF). 《Demographic Research》. 19, Article 3: 20.
64. ↑  Graff, Harvey (Mar 1979). “Literacy, Education, and Fertility, Past and Present: A Critical Review”. 《Population and Development Review》 5 (1): 105–140. doi:10.2307/1972320. JSTOR 1972320.
65. ↑  Gauthier A, Hatzius J (1997). “Family benefits and fertility: An econometric analysis”. 《Population Studies》 51 (3): 295–306. doi:10.1080/0032472031000150066. JSTOR 2952473.
66. ↑  https://www.hani.co.kr/arti/society/labor/1127686.html
67. ↑  Beaujouan E (2011). “Second-Union Fertility in France: Partners' Age and Other Factors”. 《Population English Edition》 66 (2): 239. doi:10.3917/pope.1102.0239. S2CID 145016461.
68. ↑  “Healthy Mothers and Healthy Newborns: The Vital Link”. 《www.prb.org》. 2017년 3월 30일에 원본 문서에서 보존된 문서. 2017년 3월 29일에 확인함.
69. ↑  Kearney MS, Levine PB (2012년 1월 1일). “Why is the teen birth rate in the United States so high and why does it matter?”. 《The Journal of Economic Perspectives》 26 (2): 141–66. doi:10.1257/jep.26.2.141. JSTOR 41495308. PMID 22792555.
70. ↑  Kahr, Maike K (January 2016). “American Journal of Obstetrics & Gynecology”. 《Birth Rates Among Hispanics and Non-Hispanics and Their Representation in Clinical Trials in Obstetrics and Gynecology》 214: S296–S297. doi:10.1016/j.ajog.2015.10.595.